# Throscinus crotchi
Throscinus crotchi is een keversoort uit de familie dwergpilkevers (Limnichidae). De wetenschappelijke naam van de soort werd in 1874 gepubliceerd door John Lawrence LeConte.